# Liste der Monuments historiques in Mouilleron
Die Liste der Monuments historiques in Mouilleron führt die Monuments historiques in der französischen Gemeinde Mouilleron auf.

## Liste der Objekte
| Bezeichnung                         | Beschreibung                                                                   | Standort                        | Kennzeichnung | Schutzstatus | Datum | Bild |
| ----------------------------------- | ------------------------------------------------------------------------------ | ------------------------------- | ------------- | ------------ | ----- | ---- |
| Skulptur Heiliger Nikolaus          | mit Sockel; Holz, farbig gefasst und vergoldet, 18. Jahrhundert                | in der Kirche St-Gilbert (Lage) | PM52000924    | Classé       | 1978  |      |
| Skulptur Heiliger Gilbert           | mit Sockel; Holz, farbig gefasst und vergoldet, 18. Jahrhundert                | in der Kirche St-Gilbert (Lage) | PM52000923    | Classé       | 1978  |      |
| Skulptur Madonna mit Kind           | mit Sockel; Holz, farbig gefasst und vergoldet, 18. Jahrhundert                | in der Kirche St-Gilbert (Lage) | PM52000925    | Classé       | 1978  |      |
| Hauptaltar                          | Altartisch und Tabernakel; Holz, farbig gefasst und vergoldet, 18. Jahrhundert | in der Kirche St-Gilbert (Lage) | PM52000921    | Classé       | 1978  |      |
| Skulpturgruppe Unterweisung Mariens | mit Sockel; Holz, farbig gefasst und vergoldet, 18. Jahrhundert                | in der Kirche St-Gilbert (Lage) | PM52000922    | Classé       | 1978  |      |